# Zwarte kersenluis
De zwarte kersenluis (Myzus cerasi) is een bladluis behorend tot de superfamilie Aphidoidea. Hij verschijnt in het voorjaar aan de uiteinden van de scheuten en leeft van plantensap. De primaire waardplant is Prunus en de secundaire waardplant is Rubiaceae, Orobanchaceae, Plantaginaceae en met name in Afrika bepaalde Brassicaceae.

## Kenmerken
De volwassenen zijn 2 mm lang en bolvormig. De kleur is zwart, glanzend van boven en bruin van onderen. Antennes zijn donkergroen, zes segmenten, half zo lang als het lichaam. De antennes zijn zwart, cilindrisch, taps toelopend naar de top, met doppen, twee en een half keer langer dan de vingerachtige staart. De antenneknobbels zijn breed en vormen een frontale groef. Het gevleugelde vrouwtje is glanzend zwart, tot 2,4 mm lang. De eieren zijn zwart en ovaal.

## Levenscyclus
Bladluiseieren overwinteren nabij de knoppen aan de uiteinden van de scheuten. Wanneer de knoppen beginnen te bloeien, komen er larven uit de eieren. Bladluizen geven meerdere generaties in de zomer. Vooral jonge bladeren worden aangetast, waaruit het sap wordt gezogen. Bladeren drogen na beschadiging uit en worden zwart om te krullen.
De imago's verschijnen in juni-juli en migreren naar de secundaire gastheren waarop ze zich vermenigvuldigen. Vanaf oktober vindt de terugvlucht naar de kersenboom en het leggen van wintereieren plaats.

## Verspreiding
De zwarte kersenluis komt voor in Europa, Azië (Pakistan en India) en is geïntroduceerd in Australië, Nieuw-Zeeland en Noord-Amerika.